# 多田翼
多田 翼（ただ つばさ、8月17日 - ）は、日本の剣舞師・忍者・演出家・モーションアクター・殺陣師・俳優・スタントマン・講師
忍者エンターテイメントチーム『忍者陽炎-NINJA KAGEROU-』代表。
合同会社SAKURA WING代表・講師。

## 経歴
大日本正義流剣舞術宗家に生まれる。
幼少よりマック体操クラブにて城間晃に師事する。
キッズタレント、モデルとして活躍後、松竹芸能に所属。
15歳からTRFのバックダンサーをキッカケにダンスを始める。
18歳単身New Yorkに渡米し、Broadway Dance Center（BDC）にてアシスタントコーチをつとめる。
帰国後ユニバーサル・スタジオ・ジャパンのエンターテイナーになる。
2013年から演出／振付／制作の方に本格的に進み、数々のイベントやショーを作る。
2014年より自身の剣舞とアクション・殺陣・アクロバット・ブレイクダンスなどを取り入れた忍者陽炎-kagerou-を結成。
2018年まで京都 河原町にあるエンターテイメントレストラン忍者京都にて毎日公演。
今現在も自身のスタジオであるSAKURA WINGエンターテイメントスタジオを中心に忍者陽炎-kagerou-の活動。
よしもとクリエイティブ・エージェンシー（吉本新喜劇等）や株式会社カプコンや免税店LAOX株式会社、こどもたちのお絵かきコンテスト開催（こどもの絵タカラお絵かきコンテスト事務局）など、幅広く活躍中。

## 出演作品

### 舞台
- 吉例顔見世興行（南座）(1997年)
- TRF コンサートバックダンサー(1998年)
- 女のたたかい（かしまし娘主演／中座）(1998年)
- アジアン エンターテイメント ナイト（New York）（2002年）
- 大阪パリ祭（NHKホール）（2003年）
- first step（自主公演）(2003年)
- 武演舞奏（自主公演／amホール）(2003年)
- USJ ハリウッド・プレミア・パレード／ダンサー(2004年)
- USJ ウォーターワールド／スタント(2004年)
- 武演舞奏2nd（自主公演／amホール）(2007年)
- ワンピース・プレミアショー（USJ）（2007年・2010~2013年）
- NARUTO疾風伝プレミアショー（USJ）（2008~2009年）
- WiCKED USJ特別版 (菅野こうめい演出／チストリー役他) (2011年)
- 武演舞奏 -3rd amホール（自主公演／amホール）(2013年)
- 第一回日本忍者演舞選手権大会 優勝（2014年）
- 忍者陽炎単独公演（京都）（2014年）
- 第二回日本忍者演舞選手権大会 優勝 (2015年)
- Japan Expo（フランス パリ）(2017年)
- 朗読劇「遠き夏の日」＆日野美歌35周年記念アコースティックライブ（出演）(2017年)
- 神喜劇（イザナギ役／全国公演）(2018年)
- だんだら（坂本竜馬役／シアターOM）(2018年)

### 演出・振付・他
- IVIチャリティーコンサート『韓流フェスタinOsaka』（演出助手・振付／京セラドーム）(2007年)
- 大阪ステーションシティ1周年（フラッシュモブ演出・振付）(2012年)
- Twilight Fantasy（演出・振付／大阪ステーションシティ）(2012年)
- 武演舞奏 -3rd amホール（自主公演／amホール）（2013年）
- バイオハザード・ザ・リアル（演出助手／USJ）（2013年）
- ハロウィンホラーナイト（振付・演出助手／USJ）(2013年)
- Twilight Fantasy 時空を結ぶ光のギフト （演出・振付／大阪ステーションシティ）(2017年)

### ゲーム
- バイオハザード7 レジデント イービル（モーションアクター）
- バイオハザード RE:2（キャスティングコーディネーター）
- バイオハザード RE:3（キャスティングコーディネーター＆アクター）
- バイオハザード ヴィレッジ（キャスティングコーディネーター＆アクター）
- デビルメイクライ5 Special Edition（モーションアクター）

## 陽炎-kagerou-

### プロフィール
陽炎-kagerou-は、日本の忍者エンターテイメントチーム。日本忍者演舞選手権では日本一を受賞。芝居・殺陣・ダンス・剣舞・笑いありで日本をはじめ、海外でも活躍している。
2017年Japan Expoに出演。